# Paul McCartney's Unplugged 1991 Summer Tour
Il Paul McCartney's Unplugged 1991 Summer Tour fu una serie di sei "concerti a sorpresa" realizzati da Paul McCartney per promuovere l'uscita dell'album live Unplugged - The Official Bootleg, principalmente in locali e città minori.
Durante alcuni dei concerti McCartney e la sua band furono accompagnati dal poeta Adrian Mitchell che recitò le sue poesie, era inoltre programmato un concerto a Parigi ma fu annullato dopo la morte del padre di Linda McCartney, Lee Eastman.

## Date
| Data           | Città            | Nazione     | Luogo                   |
| -------------- | ---------------- | ----------- | ----------------------- |
| 8 maggio 1991  | Barcellona       | Spagna      | Zeleste                 |
| 10 maggio 1991 | Harlesden        | Inghilterra | London Borough of Brent |
| 5 giugno 1991  | Napoli           | Italia      | Teatro Tenda            |
| 7 giugno 1991  | Saint Austell    | Inghilterra | Cornwall Coliseum       |
| 19 luglio 1991 | Westcliff-on-Sea | Inghilterra | Cliffs Pavilion         |
| 24 luglio 1991 | Copenaghen       | Danimarca   | Falkonerteatret         |

## Scaletta
1. Mean Woman Blues (Claude Demetrius)
2. Be-Bop-A-Lula (Gene Vincent)
3. We Can Work It Out (Beatles)
4. San Francisco Bay Blues (Jesse Fuller)
5. Every Night (solista)
6. Here, There and Everywhere (Beatles)
7. That Would Be Something (solista)
8. Singing The Blues (Melvin Endsley) (non in tutte le date)
9. 'O Sole Mio (Edoardo di Capua) °
10. Down to the River (Adrian Mitchell) (non in tutte le date)
11. And I Love Her (Beatles)
12. She's a Woman (Beatles)
13. I Lost My Little Girl (solista)
14. Ain't No Sunshine (Bill Withers) +
15. Hi-Heel Sneakers (Tommy Tucker) (non in tutte le date) +
16. I've Just Seen a Face (Beatles)
17. The World is Waiting for the Sunrise (Gene Lockhart) (non in tutte le date)
18. Maybe May Time (Adrian Mitchell) (non in tutte le date)  +
19. Good Rockin' Tonight (Roy Brown)
20. Song In Space (Adrian Mitchell) (non in tutte le date)  +
21. I Like That Stuff (Adrian Mitchell) (non in tutte le date)  +
22. Twenty Flight Rock (Eddie Cochran) (non in tutte le date)  +
23. My Brave Face (solista) (non in tutte le date)  x
24. Band on the Run (Wings)
25. Ebony and Ivory (solista)
26. I Saw Her Standing There (Beatles)
27. Coming Up (solista)
28. Get Back (Beatles)
29. The Long and Winding Road (Beatles)
30. Ain't That A Shame (Fats Domino)
31. Let It Be (Beatles)
32. Can't Buy Me Love (Beatles)
33. Sgt. Pepper's Lonely Hearts Club Band (Reprise) (Beatles)

- ° (solo il 5 giugno 1991 al Teatro Tenda di Napoli, Italia)
- + (solo il 19 luglio 1991 al Cliffs Pavilion di Westcliff-On-Sea, Regno Unito)
- x (solo il 5 gennaio 1991 al Zeleste di Barcelona, Spagna)